# Seeth
Seeth (Sæd en danois, Seet en frison septentrional) est une commune d'Allemagne, située dans le land du Schleswig-Holstein et l'arrondissement de Frise-du-Nord.

## Histoire
La commune de Seeth fut mentionnée pour la première fois dans un document officiel en 1260.